# Alta Velocitat Espanyola
|  | Aquest article tracta sobre la línia d'alta velocitat. Si cerqueu l'organització empresarial, vegeu «Associació Valenciana d'Empresaris». |

Alta Velocitat Espanyola, més coneguda per les sigles AVE, és la marca comercial creada el 1992 de la companyia ferroviària espanyola Renfe Operadora per als seus trens de gamma més alta. Aquests trens circulen a una velocitat màxima de 350 km/h per línies d'ample ferroviari estàndard (1.435 mm) electrificades a 25 kV - 50 Hz en recorreguts de llarga distància. La paraula al·ludeix al mateix temps a au en castellà buscant una imatge comercial per a aquests trens.2019 Espanya és el primer país amb més línies d'alta velocitat d'Europa.
L'empresa encarregada de l'AVE, Adif Alta Velocidad va ser des del seu inici l'empresa pública que més deute acumulava a Espanya.

## Història
La marca comercial AVE va començar-se a per a denominar la línia d'alta velocitat Madrid-Sevilla, que es va inaugurar el 21 d'abril del 1992. Les primeres locomotores de la línia Madrid-Sevilla estan inspirades en el TGV francès (Train à Grande Vitesse, tren de gran velocitat), pioner a Europa en els serveis de gran velocitat. Actualment l'AVE ja no és sols sinònim de la línia Madrid-Sevilla sinó que és un producte comercial gestionat actualment per la Unitat de Negoci (UN) Alta Velocidad Renfe Operadora. La companyia, única operadora amb llicència d'Adif a les vies d'ample europeu, classifica en aquesta Unitat de Negoci aquells productes la major part dels quals el recorregut es realitza a més de 200 km/h de mitjana. Des de la inauguració del primer tram cada any els pressupostos de l'Estat espanyol han tingut una partida per l'AVE.
El 2016 va multar un càrtel d'empreses per repartir-se les adjudicacions relatius a l'AVE.
El servei d'AVE València-Castelló inaugurat el gener de 2018 no donava efectivament el servei d'alta velocitat per ser reduïda. Es constatà que el viatge s'allargava per fer-se sobre unes vies que ja abans estaven saturades.
El desembre de 2018 dos empreses de transport aeri de passatgers, Air Nostrum i Acciona, s'uniren per competir contra l'AVE. El mateix mes, el Govern espanyol aprovà l'alliberament del tràfic ferroviari entre Alacant i Madrid perquè, a partir del 2021, puguin participar-hi operadors privats.
El 14 de març de 2019, la Comissió Nacional dels Mercats i Valors va imposar multes milionàries a diversos càrtels d'empreses que es dedicaven a trucar els contractes, pràctica que feren durant catorze anys.
Segons dades de 2019, l'eix València-Barcelona era utilitzat per més passatgers que vuit de les línies d'AVE, esdevenint el setè eix amb més passatgers.

## Crítiques
Diversos historiadors i economistes critiquen que aquesta infraestructura és una «ruïna per a l'Estat», ja que ni tan sols la línia de Barcelona-Madrid aporta diners a l'estat, i ha fet que Estats Units i França desestimessin el projecte per als seus propis països. També se l'ha acusat de ser «un tren per a rics». Un dels crítics més significats ha estat Joan Amorós i Pla, Secretari General de FERRMED, un grup de pressió europeu liderat des de Catalunya i que té com a objectiu principal la impulsió d'un gran eix ferroviari de mercaderies que ha d'unir el sud i amb el nord d'Europa.
Un informe del 2012 fet per la RACC conclogué que l'AVE no genera suficients beneficis per viatger.
Un informe del Tribunal de Comptes de la Unió Europea, publicat el 2018, concloïa que l'AVE era car i ha sigut construït seguint criteris polítics i no econòmics.